# Sección de Fútbol Sala del Real Madrid Club de Fútbol
La sección de fútbol sala del Real Madrid Club de Fútbol comenzó sus primeros pasos con una prometedora cantera que desarrollaría esta disciplina en el seno del club. En la temporada 1982-83 comenzaría con un equipo alevín y en la temporada 1983-84 se decide apostar por esta sección ampliándola con un equipo infantil y otro juvenil. La 1986-87 fue la última en la que el Real Madrid tuvo sección de fútbol sala.
En las últimas décadas se ha intentado recuperar sin éxito esta sección desde varios estamentos, aunque el club no ha considerado que sea una opción rentable para los intereses de la entidad, necesitada de un gran presupuesto e ingresos para poder disputar competiciones con un equipo de primer nivel, circunstancia que no se antoja posible en la actualidad.

## Historia
El Real Madrid comenzó sus primeros pasos en el fútbol sala con un equipo alevín que en la temporada 1982-83 se proclama campeón de todo: Liga, Copa y Copa de Castilla. Era la etapa del presidente Luis de Carlos.
El 23 de junio de 1983 el Real Madrid anuncia prescindir de la exitosa sección de voleibol, en un plan económico de reestructuración del club, y anuncia sustituirla por una sección de fútbol sala que pretende desarrollar y potenciar con tres equipos: alevín, infantil y juvenil. Javier Santos se haría cargo del equipo infantil y juvenil, mientras que del alevín, Alfonso Cuesta, con quien colaboraba estrechamente. Sus encuentros se disputaban en la Ciudad Deportiva del Real Madrid.
El 27 de junio de 1984 el equipo alevín se proclama campeón de Castilla al derrotar al conjunto C.D. Ahumada (venció en el partido de ida 2-3 y en el partido de vuelta también venció por 3-2).
La 1986-87 fue la última en la que el Real Madrid tuvo sección de fútbol sala, estando ya Ramón Mendoza en la presidencia. El equipo infantil de aquella última temporada estaba compuesto por: Peralta, Agustín, De la Morena, Javier Vicente, Caballero, Jorge, Juanfran, Fernando, Pastor,
Panes, Nacho y Julio García-Mera (que posteriormente fue internacional absoluto con España)
Pese a vagos intentos encaminados a recuperar esta sección, todavía permanece extinta.

## Palmarés

### Alevín
- Liga: 1982-1983.
- Copa: 1982-1983.
- Copa de Castilla: 1982-1983, 1983-1984

### Infantil
- Copa Regional: 1986-1987.
- Liga 1984-1985 y 1985-1986
- Copa de Castilla 1984-1985 y 1985-1986.

### Juvenil
Liga 1984-1985 1985-1986 1986-1987 

## Enlaces de interés
- Secciones Históricas Desaparecidas del Real Madrid C. F. http://www.facebook.com/Secciones, en Facebook.
- Galería de fotos del Real Madrid de fútbol sala